# Cal Consol
Cal Consol és una casa de Sant Martí de Maldà, al municipi de Sant Martí de Riucorb (Urgell), inclosa a l'Inventari del Patrimoni Arquitectònic de Catalunya.

## Descripció
És una casa de tres plantes on les portes de la façana de la planta baixa han estat reformades i modernitzades. La llinda de la segona porta fou realitzada amb la mateixa remesa de pedra que es va utilitzar en la construcció de l'església de Sant Martí de Riucorb. Al primer pis s'observen dos balcons gairebé plans amb unes llindes de porta ricament decorades. A la llinda del balcó esquerre trobem com a capitells dos caps escultòrics en alt relleu, són caps amb fisonomies d'estrangers de voluminoses galtes i llavis. Aquests caps sostenen una cornisa que lateralment sosté dos gerros flamejants. Entre aquests gerros hi ha dues volutes enfrontades. L'altra cornisa del balcó del primer pis és més senzilla, però decorada amb una cornisa sobresortida decorada amb pinyes. Al segon pis hi ha un ampli balcó amb una reixa original que conserva la data de 1864. La tercera planta és completament nova.

## Història
Aquesta casa és coetània a la construcció de l'església de Sant Martí.